# Танкреди, Мелисса
Мелисса Палма Джули Танкреди (фр. Melissa Palma Julie Tancredi; род. 27 декабря 1981, Гамильтон, Онтарио[…]) — канадская футболистка, выступавшая на позиции нападающего. В составе сборной Канады двукратный бронзовый призёр Олимпийских игр (2012 и 2016). Прозвище Танкреди — «Танк».

## Ранние годы
Мелисса Танкреди родилась в 1981 году в канадском Гамильтоне, а выросла в Анкастере (Онтарио) в семье Питера и Анн-Мари Танкреди, её отец был итальянцем, уроженцем Асколи-Пичено, а мать родилась в канадском Торольде (Онтарио). Она начала играть в футбол в возрасте четырёх лет. В школьные годы помимо футбола занималась также волейболом и лёгкой атлетикой.
До 19 лет Танкреди играла за провинциальную команду и помогла Burlington Sting завоевать титул Канады и Кубок Онтарио и была признана самым ценным игроком (MVP) клуба в 1999 году.

## Университет
Танкреди училась в Университете Нотр-Дам в США с 2000 по 2004 год по специальности антропология. Она играла в университетской футбольной команде, но на первом курсе её отстранили из-за травмы передней крестообразной связки.

## Игровая карьера

### Клуб
В 2004 году Танкреди играла за «Детройт Ягуарс» в W-League, забив два гола и отдав две голевые передачи в десяти сыгранных матчах. С 2005 по 2006 год она играла за команду Атланта Силвербэкс в W-League и была включена в команду W-League All-League 2005 года.
В 2009 году она играла за «Сент-Луис Атлетика» в женской профессиональной футбольной лиге. В 2010 году она присоединилась к Ванкувер Уайткэпс в W-League и возглавила команду, реализовав 6 голов и 2 передачи. Команда была непобедима в регулярном сезоне и приняла участие в финале четырёх W-League.
В 2011 году она играла за Piteå IF в Швеции. В 2012 году она играла за шведскую команду Dalsjöfors GoIF.

### Сборная
Она входила в состав команд, завоевавших бронзовые медали на Олимпийских играх 2012 и 2016 годов, забив четыре гола на играх в Лондоне и два на играх в Рио-де-Жанейро.
Она выступала за сборную Канады в трех финальных турнирах Чемпионата мира: 2007, 2011 и 2015.

## Личная жизнь
Открытая лесбиянка.